# St. Ansgar, Iowa
St. Ansgar là một thành phố thuộc quận Mitchell, tiểu bang Iowa, Hoa Kỳ. Năm 2010, dân số của thành phố này là 1107 người.

## Dân số
Dân số qua các năm:
- Năm 2000: 1031 người.
- Năm 2010: 1107 người.